# Mesochorus latus
Mesochorus latus là một loài tò vò trong họ Ichneumonidae.